# Lijst van soorten in het geslacht Banksia
Dit is een lijst die soorten bevat behorende tot het geslacht Banksia,  een geslacht van ongeveer 170 plantensoorten uit de familie Proteaceae (Australië).

## Lijst vanBanksia-soorten
1. B. acanthopoda
2. B. aculeata
3. B. acuminata
4. B. aemula
5. B. alliacea
6. B. anatona
7. B. aquilonia
8. B. arborea
9. B. archaeocarpa (fossiel)
10. B. arctotidis
11. B. armata
12. B. ashbyi
13. B. attenuata
14. B. audax
15. B. aurantia
16. B. baueri
17. B. baxteri
18. B. bella
19. B. benthamiana
20. B. bipinnatifida
21. B. biterax
22. B. blechnifolia
23. B. borealis
24. B. brownii
25. B. brunnea
26. B. burdettii
27. B. caleyi
28. B. calophylla
29. B. candolleana
30. B. canei
31. B. carlinoides
32. B. catoglypta
33. B. chamaephyton
34. B. cirsioides
35. B. coccinea
36. B. columnaris
37. B. comosa
38. B. concinna
39. B. conferta
40. B. corvijuga
41. B. croajingolensis
42. B. cuneata
43. B. cynaroides
44. B. cypholoba
45. B. dallanneyi
46. B. densa
47. B. dentata
48. B. drummondii
49. B. dryandroides
50. B. echinata
51. B. elderiana
52. B. elegans
53. B. epica
54. B. epimicta
55. B. ericifolia
56. B. erythrocephala
57. B. falcata
58. B. fasciculata
59. B. fililoba
60. B. foliolata
61. B. foliosissima
62. B. formosa
63. B. fraseri
64. B. fuscobractea
65. B. gardneri
66. B. glaucifolia
67. B. goodii
68. B. grandis
69. B. grossa
70. B. heliantha
71. B. hewardiana
72. B. hirta
73. B. hookeriana
74. B. horrida
75. B. idiogenes
76. B. ilicifolia
77. B. incana
78. B. insulanemorecincta
79. B. integrifolia
80. B. ionthocarpa
81. B. kingii (fossil)
82. B. kippistiana
83. B. laevigata
84. B. lanata
85. B. laricina
86. B. lemanniana
87. B. lepidorhiza
88. B. leptophylla
89. B. lindleyana
90. B. littoralis
91. B. longicarpa (fossiel)
92. B. lullfitzii
93. B. marginata
94. B. media
95. B. meganotia
96. B. meisneri
97. B. menziesii
98. B. micrantha
99. B. mimica
100. B. montana
101. B. mucronulata
102. B. nana
103. B. nivea
104. B. nobilis
105. B. novae-zelandiae (fossirl)
106. B. nutans
107. B. oblongifolia
108. B. obovata
109. B. obtusa
110. B. occidentalis
111. B. octotriginta
112. B. oligantha
113. B. oreophila
114. B. ornata
115. B. pallida
116. B. paludosa
117. B. pellaeifolia
118. B. petiolaris
119. B. pilostylis
120. B. plagiocarpa
121. B. platycarpa
122. B. plumosa
123. B. polycephala
124. B. porrecta
125. B. praemorsa
126. B. prionophylla
127. B. prionotes
128. B. prolata
129. B. proteoides
130. B. pseudoplumosa
131. B. pteridifolia
132. B. pulchella
133. B. purdieana
134. B. quercifolia
135. B. repens
136. B. robur
137. B. rosserae
138. B. rufa
139. B. rufistylis
140. B. saxicola
141. B. scabrella
142. B. sceptrum
143. B. sclerophylla
144. B. seminuda
145. B. seneciifolia
146. B. serra
147. B. serrata
148. B. serratuloides
149. B. sessilis
150. B. shanklandiorum
151. B. shuttleworthiana
152. B. solandri
153. B. speciosa
154. B. sphaerocarpa
155. B. spinulosa
156. B. splendida
157. B. squarrosa
158. B. stenoprion
159. B. strahanensis (fossiel)
160. B. strictifolia
161. B. stuposa
162. B. subpinnatifida
163. B. subulata
164. B. telmatiaea
165. B. tenuis
166. B. tortifolia
167. B. tricuspis
168. B. tridentata
169. B. trifontinalis
170. B. undata
171. B. verticillata
172. B. vestita
173. B. victoriae
174. B. violacea
175. B. viscida
176. B. wonganensis
177. B. xylothemelia